# Breathing Lessons: The Life and Work of Mark O’Brien
Breathing Lessons: The Life and Work of Mark O’Brien ist ein US-amerikanischer Dokumentarfilm von Jessica Yu aus dem Jahr 1996.

## Handlung
Der Film porträtiert das Leben des Journalisten und Schriftstellers Mark O’Brien, der als Kind an Kinderlähmung erkrankte und einen großen Teil seines Lebens die Hilfe einer eisernen Lunge brauchte.

## Kritik
Die Variety befand, dass sich der Film durch den unbeugsamen Geist O’Briens von anderen Biografien über Erkrankte abhebe. Jessica Yu führe den Film weg von der breiten Verallgemeinerung ähnlicher Produktionen.

## Auszeichnungen
1997 wurde der Film in der Kategorie Bester Dokumentar-Kurzfilm mit dem Oscar ausgezeichnet.

## Hintergrund
Am 4. Juli 1999 starb Mark O’Brien an den Folgen des Post-Polio-Syndroms.